# Алиев, Ариф Тагиевич
Ариф Тагиевич Алиев (азерб. Arif Əliyev; 28 июля 1960) — российский сценарист.

## Биография
Ариф Таги оглы Алиев родился 28 июля 1960 года в Москве. По национальности — азербайджанец. В 1981 году окончил электротехнический факультет Ленинградского института киноинженеров. Работал звукорежиссёром на киностудии им. Горького. В 1990 году окончил сценарный факультет ВГИКа (мастерская Н. Фигуровского).
В 1993—1995 годах работал журналистом российской газеты «Экспресс-газеты» В 1995—1997 годах — обозреватель журнала «Вояж и отдых».
Главный редактор «Вояж и отдых» Владимир Снегирев в 2018 году вспоминал об Алиеве:

Пришёл Ариф Алиев, который прежде сотрудничал с «Экспресс-газетой». Он тогда быстро раскусил специфику бульварной прессы и написал, как мне кажется, материал, который можно было считать вершиной «жёлтого бреда». В его статье, посвящённой эвакуации тела Ленина из Москвы в Тюмень во время войны, утверждалось, что солдаты-эвакуаторы с голодухи съели мумию вождя. И газета эту галиматью напечатала.
Как автор сценария и звукорежиссёр
 работал над фильмом Амурбека Гобашиева «Билет в красный театр, или Смерть гробокопателя» (1992). Автор сценариев к фильмам «Кавказский пленник» (1996, совместно с Сергеем Бодровым-старшим и Борисом Гиллером, режиссёр Сергей Бодров-старший) и «Мама» (1999, режиссёр Денис Евстигнеев). Автор сценария сериала "Застава Жилина".
В 1997 год удостоился следующих наград за фильм «Кавказский пленник»: премии «Ника» и премии «Феликс»[уточнить] — обе за лучший сценарий — а также Государственной премии России (за тот же фильм).
У Алиева вышло три книги: «Новая земля», «1612» и «Мама» (по одноимённым фильмам).

## Произведения
- «Мама» (роман) // Санкт-Петербург, «Азбука», 2009
- «1612. Хроники Смутного времени» (роман) // Санкт-Петербург, «Амфора», 2007
- «Новая земля» (роман) // Санкт-Петербург, «Азбука-классика», 2009

## Сценарные работы Алиева
- 1992 — Билет в красный театр, или Смерть гробокопателя
- 1996 — Кавказский пленник
- 1999 — Мама
- 2002 — Займемся любовью
- 2007 — 1612
- 2007 — Монгол
- 2008 — Новая земля
- 2009 — Застава Жилина (сериал)
- 2010 — Последняя встреча (сериал)
- 2012 — Последний бой (мини-сериал)
- 2013 — Бомба
- 2014 — Екатерина
- 2022 — Однажды в пустыне
- 2022 — Сын